# Record mondiali juniores del nuoto
I Record mondiali juniores del nuoto si riferiscono alle migliori prestazioni mai realizzate da nuotatori di sesso maschile e femminile appartenenti alla categoria Juniores. Gli atleti inclusi in tale categoria sono i seguenti: ragazzi e ragazze che, al 31 dicembre dell'anno in cui stabiliscano il primato, abbiano un'età compresa fra i 14 e i 18 anni.
Le prestazioni in vasca lunga vengono omologate dalla FINA a partire dal 1º aprile 2014. Furono considerati primati di categoria tutti quei tempi realizzati a decorrere da tale data e che fossero inferiori ai Record dei Campionati dei Mondiali Juniores 2013.
Per quanto concerne i primati in vasca corta la Federazione Internazionale del Nuoto stabilì una tabella di tempi "iniziali" (Target Time) a partire dai quali verranno omologati i nuovi record in vasca da 25 m. In questo caso sono valide tutte le prestazioni realizzate a partire dal 1º gennaio 2015.
Non vennero considerati quindi tutti quei Record Mondiali della categoria già stabiliti in precedenza come, per esempio, le prestazioni di Katie Ledecky nei 400, 800 e 1500 m stile libero e di Rūta Meilutytė nei 100 m rana. Allo stesso modo non vennero tenuti in considerazioni altri Record storici stabiliti da giovani atleti, come quello di Mary T. Meagher di 2'05"96 nei 200 m farfalla.
Per quanto concerne le prestazioni degli atleti azzurri, non compare il primato Europeo Juniores della 4x100 m stile libero stabilito da Francesco Donin, Fabio Gimondi, Luca Leonardi e Stefano Mauro Pizzamiglio nel 2009 in 3'16"58.
(Dati aggiornati al 9 luglio 2023)

## Vasca Lunga (50m)

### Ragazzi
| Gara                     | Tempo    | +                | Atleta                                                                                                 | Nazionalità | Data                          | Evento                                                                    | Luogo                     | Ref         |
| ------------------------ | -------- | ---------------- | --- | ----------- | ----------------------------- | ------------------------------------------------------------------------- | ------------------------- | ----------- |
| Stile libero             |          |                  | |             |                               |                                                                           |                           |             |
| 50 m                     | 21"75    | b                | Michael Andrew                                                                                         | Stati Uniti | 25 agosto 2017 26 agosto 2017 | Campionati mondiali giovanili                                             | Indianapolis, Stati Uniti | [ 1 ] [ 2 ] |
| 100 m                    | 46"86    |                  | David Popovici                                                                                         | Romania     | 13 agosto 2022                | Campionati europei                                                        | Roma, Italia              |             |
| 200 m                    | 1'42"97  | Record nazionale | David Popovici                                                                                         | Romania     | 15 agosto 2022                | Campionati europei                                                        | Roma, Italia              |             |
| 400 m                    | 3'44"31  | Record nazionale | Petar Mitsin                                                                                           | Bulgaria    | 9 luglio 2023                 | Campionati europei giovanili di nuoto                                     | Belgrado, Serbia          | [ 3 ]       |
| 800 m                    | 7'43"37  |                  | Lorenzo Galossi                                                                                        | Italia      | 13 agosto 2022                | Campionati europei                                                        | Roma, Italia              |             |
| 1500 m                   | 14'41"89 | Record nazionale | Kuzey Tunçelli                                                                                         | Turchia     | 4 luglio 2024                 | Campionati europei giovanili                                              | Vilnius, Lituania         |             |
| Dorso                    |          |                  | |             |                               |                                                                           |                           |             |
| 50 m                     | 24"00    |                  | Kliment Kolesnikov                                                                                     | Russia      | 4 agosto 2018                 | Campionati europei                                                        | Glasgow, Regno Unito      |             |
| 100 m                    | 52"53    |                  | Kliment Kolesnikov                                                                                     | Russia      | 6 agosto 2018                 | Campionati europei                                                        | Glasgow, Regno Unito      |             |
| 200 m                    | 1'55"14  |                  | Kliment Kolesnikov                                                                                     | Russia      | 28 luglio 2017                | Campionati mondiali                                                       | Budapest, Ungheria        | [ 4 ]       |
| Rana                     |          |                  | |             |                               |                                                                           |                           |             |
| 50 m                     | 26"97    |                  | Nicolò Martinenghi                                                                                     | Italia      | 4 aprile 2017                 | Campionati italiani                                                       | Riccione, Italia          |             |
| 100 m                    | 58"98    |                  | Shin Ohashi                                                                                            | Giappone    | 23 luglio 2025                | Kinki High School Championships                                           | Kusatsu, Giappone         |             |
| 200 m                    | 2:07.27  |                  | Shin Ohashi                                                                                            | Giappone    | 20 giugno 2025                | Osaka High School Comprehensive Athletic Meet Swimming Central Tournament | Osaka, Giappone           |             |
| Farfalla                 |          |                  | |             |                               |                                                                           |                           |             |
| 50 m                     | 22"80    | Record nazionale | Diogo Ribeiro                                                                                          | Portogallo  | 27 luglio 2023                | Campionati mondiali                                                       | Fukuoka, Giappone         |             |
| 100 m                    | 50"62    |                  | Kristóf Milák                                                                                          | Ungheria    | 29 luglio 2017                | Campionati mondiali                                                       | Budapest, Ungheria        | [ 5 ]       |
| 200 m                    | 1'53"79  |                  | Kristóf Milák                                                                                          | Ungheria    | 30 giugno 2017                | Campionati europei giovanili                                              | Netanya, Israele          |             |
| Misti                    |          |                  | |             |                               |                                                                           |                           |             |
| 200 m                    | 1'56"99  | sf               | Hubert Kós                                                                                             | Ungheria    | 19 maggio 2021                | Campionati europei                                                        | Budapest, Ungheria        | [ 6 ]       |
| 400 m                    | 4'10''02 |                  | Ilia Borodin                                                                                           | Russia      | 23 maggio 2021                | Campionati europei                                                        | Budapest, Ungheria        | [ 7 ]       |
| Staffette a stile libero |          |                  | |             |                               |                                                                           |                           |             |
| 4x100 m                  | 3'15"79  |                  | Thomas Heilman (49"14) Henry McFadden (49"04) Daniel Diehl (48"66) Kaii Winkler (48"95)                | Stati Uniti | 26 agosto 2022                | Campionati panpacifici giovanili                                          | Honolulu, Stati Uniti     |             |
| 4x200 m                  | 7'08"37  |                  | Jake Magahey (1'48"11) Luca Urlando (1'47"13) Jake Mithell (1'47"03) Carson Foster (1'46"10)           | Stati Uniti | 23 agosto 2019                | Campionati mondiali giovanili                                             | Budapest, Ungheria        |             |
| Staffetta mista          |          |                  | |             |                               |                                                                           |                           |             |
| 4x100 m                  | 3'33"19  |                  | Nikolay Zuev (53"84) Vladislav Gerasimenko (59"53) Andrej Minakov (50"93) Aleksandr Shchegolev (48"89) | Russia      | 25 agosto 2019                | Campionati mondiali giovanili                                             | Budapest, Ungheria        |             |

Legenda: Ref - Referto della gara;
 - Record del mondo  Record europeo;  - Record olimpico;  - Record nazionale.
# - Record in attesa di omologazione da parte della FINA;
Record non ottenuti in finale: (b) - batteria; (sf) - semifinale; (s) - staffetta prima frazione.

### Ragazze
| Gara                     | Tempo    | +                | Atleta                                                                                         | Nazionalità | Data            | Evento                                                 | Luogo                       | Ref    |
| ------------------------ | -------- | ---------------- | ---------------------------------------------------------------------------------------------- | ----------- | --------------- | ------------------------------------------------------ | --------------------------- | ------ |
| Stile libero             |          |                  |                                                                                                |             |                 |                                                        |                             |        |
| 50 m                     | 24"17    |                  | Claire Curzan                                                                                  | Stati Uniti | 14 maggio 2021  | TAC Titans Spring Invitational Meet                    | Cary, Stati Uniti d'America | [ 8 ]  |
| 100 m                    | 52"70    |                  | Penny Oleksiak                                                                                 | Canada      | 11 agosto 2016  | Giochi olimpici                                        | Rio de Janeiro, Brasile     |        |
| 200 m                    | 1'53"65  | Record nazionale | Summer McIntosh                                                                                | Canada      | 26 luglio 2023  | Campionati mondiali                                    | Toronto, Canada             |        |
| 400 m                    | 3'56"08  | Record nazionale | Summer McIntosh                                                                                | Canada      | 28 marzo 2023   | Trials canadesi                                        | Toronto, Canada             |        |
| 800 m                    | 8'11"00  |                  | Katie Ledecky                                                                                  | Stati Uniti | 22 giugno 2014  | Woodlands Senior Invitational                          | Shenandoah, Stati Uniti     | [ 9 ]  |
| 1500 m                   | 15'28"36 |                  | Katie Ledecky                                                                                  | Stati Uniti | 24 agosto 2014  | Campionati panpacifici                                 | Gold Coast, Australia       | [ 10 ] |
| Dorso                    |          |                  |                                                                                                |             |                 |                                                        |                             |        |
| 50 m                     | 27'49    |                  | Minna Atherton                                                                                 | Australia   | 7 febbraio 2016 | Campionati di Brisbane Sprint                          | Brisbane, Australia         |        |
| 100 m                    | 57"57    | s                | Regan Smith                                                                                    | Stati Uniti | 28 luglio 2019  | Campionati mondiali                                    | Gwangju, Corea del Sud      |        |
| 200 m                    | 2'03"35  | sf               | Regan Smith                                                                                    | Stati Uniti | 26 luglio 2019  | Campionati mondiali                                    | Gwangju, Corea del Sud      |        |
| Rana                     |          |                  |                                                                                                |             |                 |                                                        |                             |        |
| 50 m                     | 29"30    | , sf             | Benedetta Pilato                                                                               | Italia      | 22 maggio 2021  | Campionati europei                                     | Budapest, Ungheria          | [ 11 ] |
| 100 m                    | 1'04"35  | sf               | Rūta Meilutytė                                                                                 | Lituania    | 29 luglio 2013  | Campionati mondiali                                    | Barcellona, Spagna          |        |
| 200 m                    | 2'19"64  | Record nazionale | Viktoriya Zeynep Güneş                                                                         | Turchia     | 30 agosto 2015  | Campionati mondiali giovanili                          | Singapore                   | [ 12 ] |
| Farfalla                 |          |                  |                                                                                                |             |                 |                                                        |                             |        |
| 50 m                     | 25"46    |                  | Rikako Ikee                                                                                    | Giappone    | 24 agosto 2017  | Campionati mondiali giovanili                          | Indianapolis, Stati Uniti   | [ 13 ] |
| 100 m                    | 56"33    |                  | Mizuki Hirai                                                                                   | Giappone    | 22 giugno 2024  | Kanagawa Prefectural High School General Athletic Meet | Kanagawa, Giappone          | [ 14 ] |
| 200 m                    | 2'04"06  | Record nazionale | Summer McIntosh                                                                                | Canada      | 27 luglio 2023  | campionati mondiali                                    | Fukuoka, Giappone           |        |
| Misti                    |          |                  |                                                                                                |             |                 |                                                        |                             |        |
| 200 m                    | 2'06"89  | Record nazionale | Summer McIntosh                                                                                | Canada      | 30 marzo 2023   | Trials canadesi                                        | Toronto, Canada             |        |
| 400 m                    | 4'25"87  | Record mondiale  | Summer McIntosh                                                                                | Canada      | 1 aprile 2023   | Trials canadesi                                        | Toronto, Canada             |        |
| Staffette a stile libero |          |                  |                                                                                                |             |                 |                                                        |                             |        |
| 4x100 m                  | 3'36"19  |                  | Taylor Ruck (53"63) Penny Oleksiak (53"70) Rebecca Smith (54"65) Kayla Sanchez (54"21)         | Canada      | 27 agosto 2017  | Campionati mondiali giovanili                          | Indianapolis, Stati Uniti   | [ 15 ] |
| 4x200 m                  | 7'51"47  |                  | Kayla Sanchez (1'59"01) Penny Oleksiak (1'56"86) Rebecca Smith (1'58"66) Taylor Ruck (1'56"94) | Canada      | 23 agosto 2017  | Campionati mondiali giovanili                          | Indianapolis, Stati Uniti   | [ 16 ] |
| Staffetta mista          |          |                  |                                                                                                |             |                 |                                                        |                             |        |
| 4x100 m                  | 3'58"38  |                  | Jade Hannah (1'00"68) Faith Knelson (1'07"86) Penny Oleksiak (56"91) Taylor Ruck (52"93)       | Canada      | 28 agosto 2017  | Campionati mondiali giovanili                          | Indianapolis, Stati Uniti   | [ 17 ] |

eLegenda: Ref - Referto della gara;
 - Record del mondo  Record europeo;  - Record olimpico;  - Record nazionale.
# - Record in attesa di omologazione da parte della FINA;
Record non ottenuti in finale: (b) - batteria; (sf) - semifinale; (s) - staffetta prima frazione.

### Mista
| Gara                     | Tempo   | + | Atleta                                                                             | Nazionalità | Data           | Evento                        | Luogo              | Ref |
| ------------------------ | ------- | - | ---------------------------------------------------------------------------------- | ----------- | -------------- | ----------------------------- | ------------------ | --- |
| Staffetta a stile libero |         |   |                                                                                    |             |                |                               |                    |     |
| 4x100 m                  | 3'25"92 |   | Luca Urlando (49"66) Adam Chaney (48"25) Amy Tang (54"18) Gretchen Walsh (53"83)   | Stati Uniti | 22 agosto 2019 | Campionati mondiali giovanili | Budapest, Ungheria |     |
| Staffetta mista          |         |   |                                                                                    |             |                |                               |                    |     |
| 4x100 m                  | 3'44"84 |   | Will Grant (53"89) Josh Matheny (59"31) Torri Huske (58"04) Gretchen Walsh (53"60) | Stati Uniti | 21 agosto 2019 | Campionati mondiali giovanili | Budapest, Ungheria |     |

Legenda: Ref - Referto della gara;
 - Record del mondo  Record europeo;  - Record olimpico;  - Record nazionale.
# - Record in attesa di omologazione da parte della FINA;
Record non ottenuti in finale: (b) - batteria; (sf) - semifinale; (s) - staffetta prima frazione.

## Vasca Corta (25m)

### Ragazzi
| Gara                     | Tempo    | +                | Atleta               | Nazionalità | Data             | Evento                     | Luogo                          | Ref    |
| ------------------------ | -------- | ---------------- | -------------------- | ----------- | ---------------- | -------------------------- | ------------------------------ | ------ |
| Stile libero             |          |                  |                      |             |                  |                            |                                |        |
| 50 m                     | 20"98    |                  | Kenzo Simons         | Paesi Bassi | 22 dicembre 2019 | Campionati dei Paesi Bassi | Tilburg, Paesi Bassi           |        |
| 100 m                    | 45"64    |                  | David Popovici       | Romania     | 15 dicembre 2022 | Campionati mondiali        | Melbourne, Australia           |        |
| 200 m                    | 1'40"65  | Record africano  | Matthew Sates        | Sudafrica   | 3 ottobre 2021   | Coppa del Mondo            | Berlino, Germania              |        |
| 400 m                    | 3'37"92  |                  | Matthew Sates        | Sudafrica   | 7 ottobre 2021   | Coppa del Mondo            | Budapest, Ungheria             |        |
| 800 m                    | 7'36"00  |                  | Sven Schwarz         | Germania    | 16 novembre 2019 | Campionati Tedeschi        | Berlino, Germania              |        |
| 1500 m                   | 14'27"78 |                  | Gregorio Paltrinieri | Italia      | 24 novembre 2012 | Campionati europei         | Chartres, Francia              |        |
| Dorso                    |          |                  |                      |             |                  |                            |                                |        |
| 50 m                     | 22"52    | sf               | Isaac Cooper         | Australia   | 15 dicembre 2022 | Campionati mondiali        | Melbourne, Australia           |        |
| 100 m                    | 48"90    |                  | Kliment Kolesnikov   | Russia      | 22 dicembre 2017 | Salnikov Swim Cup          | San Pietroburgo, Russia        |        |
| 200 m                    | 1'48"02  |                  | Kliment Kolesnikov   | Russia      | 13 dicembre 2017 | Campionati europei         | Copenaghen, Danimarca          | [ 18 ] |
| Rana                     |          |                  |                      |             |                  |                            |                                |        |
| 50 m                     | 25"85    |                  | Simone Cerasuolo     | Italia      | 30 novembre 2021 | Campionati italiani        | Riccione, Italia               |        |
| 100 m                    | 56"66    |                  | Simone Cerasuolo     | Italia      | 1 dicembre 2021  | Campionati italiani        | Riccione, Italia               |        |
| 200 m                    | 2'03"23  |                  | Akihiro Yamaguchi    | Giappone    | 14 dicembre 2012 | Campionati mondiali        | Istanbul, Turchia              |        |
| Farfalla                 |          |                  |                      |             |                  |                            |                                |        |
| 50 m                     | 22"28    | sf               | Ilya Kharun          | Canada      | 13 dicembre 2022 | Campionati mondiali        | Melbourne, Australia           |        |
| 100 m                    | 49"03    | Record nazionale | Ilya Kharun          | Canada      | 18 dicembre 2022 | Campionati mondiali        | Melbourne, Australia           |        |
| 200 m                    | 1'49"61  |                  | Chen Juner           | Cina        | 28 ottobre 2022  | Campionati cinesi          | Pechino, Cina                  |        |
| Misti                    |          |                  |                      |             |                  |                            |                                |        |
| 100 m                    | 50"63    |                  | Kliment Kolesnikov   | Russia      | 14 dicembre 2018 | Campionati mondiali        | Hangzhou, Cina                 |        |
| 200 m                    | 1'51"45  |                  | Matthew Sates        | Sudafrica   | 2 ottobre 2021   | Coppa del Mondo            | Berlino, Germania              |        |
| 400 m                    | 3'56"47  | Record europeo   | Ilia Borodin         | Russia      | 20 dicembre 2021 | Campionati mondiali        | Abu Dhabi, Emirati Arabi Uniti |        |
| Staffette a stile libero |          |                  |                      |             |                  |                            |                                |        |
| 4x50 m                   | 1'27"46  |                  | Target Time          |             |                  |                            |                                |        |
| 4x100 m                  | 3'12"56  |                  | Target Time          |             |                  |                            |                                |        |
| 4x200 m                  | 6'59"66  |                  | Target Time          |             |                  |                            |                                |        |
| Staffette miste          |          |                  |                      |             |                  |                            |                                |        |
| 4x50 m                   | 1'38"29  |                  | Target Time          |             |                  |                            |                                |        |
| 4x100 m                  | 3'28"05  |                  | Target Time          |             |                  |                            |                                |        |

Legenda: Ref - Referto della gara;
 - Record del mondo  Record europeo;  - Record olimpico;  - Record nazionale.
# - Record in attesa di omologazione da parte della FINA;
Record non ottenuti in finale: (b) - batteria; (sf) - semifinale; (s) - staffetta prima frazione.

### Ragazze
| Gara                     | Tempo    | +                   | Atleta                                                                         | Nazionalità | Data             | Evento                                           | Luogo                               | Ref    |
| ------------------------ | -------- | ------------------- | ------------------------------------------------------------------------------ | ----------- | ---------------- | ------------------------------------------------ | ----------------------------------- | ------ |
| Stile libero             |          |                     |                                                                                |             |                  |                                                  |                                     |        |
| 50 m                     | 23"66    |                     | Eva Okaro                                                                      | Regno Unito | 15 dicembre 2024 | Campionati mondiali di nuoto in vasca corta 2024 | Budapest, Ungheria                  |        |
| 100 m                    | 51"45    | Record nazionale    | Kayla Sanchez                                                                  | Canada      | 14 dicembre 2018 | Campionati Inglesi                               | Sheffield, Regno Unito              | [ 19 ] |
| 200 m                    | 1'51"62  |                     | Claire Weinstein                                                               | Stati Uniti | 15 dicembre2024  | Campionati mondiali di nuoto in vasca corta 2024 | Budapest, Ungheria                  |        |
| 400 m                    | 3'50"25  | Record mondiale     | Summer McIntosh                                                                | Canada      | 10 dicembre 2024 | Campionati mondiali di nuoto in vasca corta 2024 | Budapest, Ungheria                  |        |
| 800 m                    | 7'59"44  | Record asiatico     | Wang Jianjiahe                                                                 | Cina        | 6 ottobre 2018   | Coppa del Mondo                                  | Budapest, Ungheria                  |        |
| 1500 m                   | 15'42"05 |                     | Katie Grimes                                                                   | Stati Uniti | 4 novembre 2022  | Coppa del Mondo                                  | Indianapolis, Stati Uniti d'America |        |
| Dorso                    |          |                     |                                                                                |             |                  |                                                  |                                     |        |
| 50 m                     | 26"03    | Record nazionale    | Sara Curtis                                                                    | Italia      | 12 aprile 2024   | Campionati mondiali di nuoto in vasca corta 2024 | Budapest, Ungheria                  |        |
| 100 m                    | 55"75    |                     | Bella Sims                                                                     | Stati Uniti | 4 novembre 2022  | Coppa del Mondo                                  | Indianapolis, Stati Uniti d'America |        |
| 200 m                    | 1'59"96  |                     | Summer McIntosh                                                                | Canada      | 15 dicembre 2024 | Campionati mondiali di nuoto in vasca corta 2024 | Budapest, Ungheria                  |        |
| Rana                     |          |                     |                                                                                |             |                  |                                                  |                                     |        |
| 50 m                     | 28"81    | Record nazionale    | Benedetta Pilato                                                               | Italia      | 21 novembre 2020 | International Swimming League                    | Budapest, Ungheria                  |        |
| 100 m                    | 1'02"36  | Record nazionale    | Rūta Meilutytė                                                                 | Lituania    | 12 ottobre 2012  | Coppa del Mondo                                  | Mosca, Russia                       |        |
| 200 m                    | 2'14"70  | Record europeo      | Evgeniia Chikunova                                                             | Russia      | 25 novembre 2022 | Campionati russi                                 | Kazan', Russia                      |        |
| Farfalla                 |          |                     |                                                                                |             |                  |                                                  |                                     |        |
| 50 m                     | 24"55    | Record panamericano | Claire Curzan                                                                  | Stati Uniti | 19 dicembre 2021 | Campionati mondiali                              | Abu Dhabi, Emirati Arabi Uniti      |        |
| 100 m                    | 55"39    |                     | Claire Curzan                                                                  | Stati Uniti | 21 dicembre 2021 | Campionati mondiali                              | Abu Dhabi, Emirati Arabi Uniti      |        |
| 200 m                    | 1'59"32  | Record mondiale     | Summer McIntosh                                                                | Canada      | 12 dicembre 2024 | Campionati mondiali di nuoto in vasca corta 2024 | Budapest, Ungheria                  |        |
| Misti                    |          |                     |                                                                                |             |                  |                                                  |                                     |        |
| 100 m                    | 57"59    |                     | Anastasija Škurdaj                                                             | Bielorussia | 22 novembre 2020 | International Swimming League                    | Budapest, Ungheria                  |        |
| 200 m                    | 2'04"48  |                     | Yu Yiting                                                                      | Cina        | 20 dicembre 2021 | Campionati mondiali                              | Abu Dhabi, Emirati Arabi Uniti      |        |
| 400 m                    | 4'15"48  | Record mondiale     | Summer McIntosh                                                                | Canada      | 14 dicembre 2024 | Campionati mondiali di nuoto in vasca corta 2024 | Budapest, Ungheria                  |        |
| Staffette a stile libero |          |                     |                                                                                |             |                  |                                                  |                                     |        |
| 4x50 m                   | 1'40"59  |                     | Target Time                                                                    |             |                  |                                                  |                                     |        |
| 4x100 m                  | 3'32"63  |                     | Target Time                                                                    |             |                  |                                                  |                                     |        |
| 4x200 m                  | 7'43"73  |                     | Target Time                                                                    |             |                  |                                                  |                                     |        |
| Staffette miste          |          |                     |                                                                                |             |                  |                                                  |                                     |        |
| 4x50 m                   | 1'44"43  |                     | Wan Letian (26"41) Tang Qianting (28"96) Yu Yiting (25"28) Cheng Yujie (23"78) | Cina        | 17 dicembre 2021 | Campionati mondiali                              | Abu Dhabi, Emirati Arabi Uniti      |        |
| 4x100 m                  | 3'49"16  |                     | Target Time                                                                    |             |                  |                                                  |                                     |        |

Legenda: Ref - Referto della gara;

 - Record del mondo ;  - Record olimpico;  - Record nazionale.
# - Record in attesa di omologazione da parte della FINA;
Record non ottenuti in finale: (b) - batteria; (sf) - semifinale; (s) - staffetta prima frazione.

### Mista
| Gara                     | Tempo   | + | Atleta                                                                                       | Nazionalità | Data           | Evento          | Luogo              | Ref |
| ------------------------ | ------- | - | -------------------------------------------------------------------------------------------- | ----------- | -------------- | --------------- | ------------------ | --- |
| Staffetta a stile libero |         |   |                                                                                              |             |                |                 |                    |     |
| 4x50 m                   | 1'31"50 |   | Daniel Diehl (22"07) Quintin McCarty (21"35) Kristina Paegle (23"78) Carly Novelline (24"30) | Stati Uniti | 2 ottobre 2021 | Coppa del Mondo | Berlino, Germania  |     |
| Staffetta mista          |         |   |                                                                                              |             |                |                 |                    |     |
| 4x50 m                   | 1'41"21 |   | Quintin McCarty (24"07) Zhier Fan (26"75) Charlotte Hook (26"27) Kristina Paegle (24"12)     | Stati Uniti | 9 ottobre 2021 | Coppa del Mondo | Budapest, Ungheria |     |

Legenda: Ref - Referto della gara;

 - Record del mondo  Record europeo;  - Record olimpico;  - Record nazionale.
# - Record in attesa di omologazione da parte della FINA;
Record non ottenuti in finale: (b) - batteria; (sf) - semifinale; (s) - staffetta prima frazione.

## Classifica detentori record

### Per nazione
| Totale Record | Nazione     | Ragazzi | Ragazzi | Ragazzi | Ragazze | Ragazze | Ragazze | Misti | Misti | Misti  |
| Totale Record | Nazione     | VL      | VC      | Totale  | VL      | VC      | Totale  | VL    | VC    | Totale |
| ------------- | ----------- | ------- | ------- | ------- | ------- | ------- | ------- | ----- | ----- | ------ |
| 18            | Stati Uniti | 3       |         | 3       | 5       | 6       | 11      | 2     | 2     | 4      |
| 14            | Canada      |         | 2       | 2       | 9       | 3       | 11      |       |       |        |
| 10            | Russia      | 5       | 4       | 9       |         | 1       | 1       |       |       |        |
| 9             | Italia      | 3       | 3       | 6       | 1       | 2       | 3       |       |       |        |
| 5             | Cina        | 1       | 1       | 2       |         | 3       | 3       |       |       |        |
| 4             | Giappone    |         | 1       | 1       | 2       | 1       | 3       |       |       |        |
| 3             | Ungheria    | 3       |         | 3       |         |         |         |       |       |        |
| 3             | Romania     | 2       | 1       | 3       |         |         |         |       |       |        |
| 3             | Sudafrica   |         | 3       | 3       |         |         |         |       |       |        |
| 2             | Australia   |         | 1       | 1       | 1       |         | 1       |       |       |        |
| 2             | Bielorussia |         |         |         |         | 2       | 2       |       |       |        |
| 2             | Lituania    |         |         |         | 1       | 1       | 2       |       |       |        |
| 2             | Turchia     | 1       |         | 1       | 1       |         | 1       |       |       |        |
| 1             | Bulgaria    | 1       |         | 1       |         |         |         |       |       |        |
| 1             | Germania    |         | 1       | 1       |         |         |         |       |       |        |
| 1             | Paesi Bassi |         | 1       | 1       |         |         |         |       |       |        |
| 1             | Portogallo  | 1       |         | 1       |         |         |         |       |       |        |